# خانه یزدانی
خانه یزدانی مربوط به دوره قاجار است و در سرایان، خیابان امام خمینی، کوچه روبروی حسینه واقع شده و این اثر در تاریخ ۱۸ آذر ۱۳۸۷ با شمارهٔ ثبت ۲۳۹۰۹ به‌عنوان یکی از آثار ملی ایران به ثبت رسیده است.